# حادث قطار نيكلاسدورف
في 12 فبراير 2018، اصطدم قطاران للركاب في نيكلاسدورف، النمسا مما أسفر عن مقتل شخص واحد وجرح 22 آخرين.

## الحادث
في تمام الساعة 12:45 يوم 12 فبراير 2018 بتوقيت وسط أوروبا، اصطدم قطاران للركاب تصطادم جانبي في نيكلاسدورف، النمسا. كان أحد القطاران قطار سريع تابع لدويتشه بان به ما لا يقل عن 60 راكب بينما كان الثاني قطار محلي تابع لهيئة ÖBB. تسبب الحادث في مقتل شخص واحد وجرح 22 آخرين. كان سائقا القطاران بين المصابين.
على الفور تم إرسال تسع عشر سيارة إسعاف وطبيبين طوارئ لمكان الحادث. تم نقل الجرحى إلى مستشفيات في بروك ان دير مير وليوبن. بحلول الساعة 14:30 كان قد تم إنقاذ الجميع.
نتج عن الحادث إغلاق السكك الحديدية بين بروك ان دير مير وليوبن كما تم إغلاق الخط بين غراتس وسانكت مايكل أيضا.

## التحقيقات
أعلن مكتب تحقيقات الحوادث الفيدرالية عن فتح تحقيق رسمي للبحث عن سبب الحادث.

## وصلات خارجية
- حادث قطار نيكلاسدورف
- مقتل شخص وإصابة 22 آخرين في حادث قطار نيكلاسدورف.